# Gazipur Sadar
Gazipur Sadar è un sottodistretto (upazila) del Bangladesh situato nel distretto di Gazipur, divisione di Dacca. Si estende su una superficie di 446,38 km² e conta una popolazione di 588.492 abitanti (dato censimento 1991).